# توداران
توداران روستایی از توابع بخش مرکزی شهرستان آبیک در استان قزوین ایران است. مردم توداران تات‌زبان هستند.

## جمعیت
این روستا در دهستان کوهپایه شرقی قرار دارد و براساس سرشماری مرکز آمار ایران در سال ۱۳۸۵، جمعیت آن ۱۵۰ نفر (۵۴خانوار) بوده است.